# Fran Zabaleta
Francisco Javier Zabaleta Estévez (Vigo, 12 de julio de 1964), que firma sus obras como Fran Zabaleta, es un escritor, editor y guionista español con textos escritos en gallego y castellano.

## Biografía
Licenciado en Geografía e Historia por la universidad de Santiago de Compostela, comenzó su vida profesional como profesor de Educación Secundaria en colegios privados de Vigo y Pontevedra, aunque pronto derivó hacia el mundo de la literatura y la edición.
Ha trabajado como editor y redactor de textos escolares con editoriales como Anaya y Santillana, y como adaptador de clásicos de la literatura universal para jóvenes con Alfaguara y Ediciones S.M. Su adaptación de La Celestina, de Fernando de Rojas, publicada en 2008 por Ediciones SM, ha alcanzado más de veinte reimpresiones.
También ha trabajado como documentalista y es guionista de documentales para instituciones, empresas y televisión, con títulos en gallego como O camiño portugués, A Coca, a besta e a festa, Arturo Noguerol, Homes de lei, Albeos, a terra soñeira, A memoria do lume, etc. 
Su primera novela, La cruz de ceniza, escrita en colaboración con Luis Astorga, retrata los movimientos de reforma religiosa del siglo XVI y el surgimiento del reino mesiánico de Münster, en Alemania, en 1535.
En 2011 publicó con Martínez Roca 99 libros para ser más culto, un recorrido por las principales obras de la literatura universal, escrito en colaboración con Juan Ignacio Alonso. También en este año vio la luz su segunda incursión en la novela histórica, Medievalario, un bestiario medieval (Redelibros), que reúne tres novelas cortas centradas cada una en uno de los tres estamentos de la Edad Media (oratores, bellatores, laboratores): De correctione rusticorum, El bando perdedor y El husmo de la tierra. Las tres novelas cortas han sido publicadas también de forma independiente en formato digital. 
En 2012 publicó, en gallego, el libro de divulgación histórica sobre la revuelta irmandiña Xoán Branco e a gran revolta irmandiña (Edicións NigraTrea).
En 2016 publicó En tiempo de halcones (Grijalbo), una novela histórica que narra la revuelta en 1458 de los burgueses de Santiago de Compostela contra su señor natural, el arzobispo don Rodrigo de Luna, y la creación de una hermandad revolucionaria que desencadenó, diez años después, la Gran Guerra Irmandiña en Galicia. Una nueva edición de la novela fue publicada en 2017 por Círculo de Lectores.
En 2018, tras embarcarse en un viaje de ochenta días en furgoneta camper por el interior de España, Fran Zabaleta creó la editorial Los Libros del Salvaje y publicó en ella Viaje al interior. 80 días en furgo por la España olvidada.
En 2019, Fran Zabaleta se embarcó en la publicación de una serie de volúmenes sobre historia universal agrupados bajo el título genérico de Historias para disfrutar con la historia, una colección de relatos novelados sobre episodios clave de nuestro pasado: descubrimientos, batallas, inventos, ideas, hazañas individuales y gestas colectivas que consiguieron cambiar el curso de la historia.
En marzo de 2020 publicó con Los Libros del Salvaje su primera novela contemporánea, Lo extraordinario, una novela de suspense  ambientada en las montañas del Courel. En junio del mismo año salió a la venta el segundo volumen de la serie Historias para disfrutar con la historia.
En 2020 inició la publicación de una nueva serie histórica, «América Indómita: Rebeldes, Resistentes y Marginales», que busca recuperar las gestas de los pueblos americanos que se enfrentaron a los conquistadores, con la publicación de Guarocuya. El taíno que derrotó al Imperio español, primer título de la serie. El segundo volumen, Vilcabamba. La feroz resistencia de los incas, fue publicado en 2021 y se recoge la creación del reino de Vilcabamba, en la selva amazónica peruana, último refugio de los incas derrotados por los conquistadores españoles.
En el mismo 2020, tras el encierro de la pandemia, el autor recorrió Galicia a pie desde Ribadeo, en el límite con Asturias, hasta A Guarda , en la desembocadura del Miño. Fruto de este viaje fue el libro Atravesando Galicia, publicado en 2021.
En busca de la utopía, publicado a finales de 2022, es el resultado de una pregunta («Ante un sistema que hace aguas por todas partes, ¿podemos hacer algo? ¿Hay opciones viables a este sistema económico, político y social en el que estamos inmersos?») que llevó al autor a recorrer en furgoneta durante seis meses una docena de ecoaldeas y comunidades intencionales españolas.
Fran Zabaleta es responsable del Bloc de Fran, un blog especializado en novela histórica y libros de viajes. También es colaborador habitual de revistas como Furgosfera, especializada en turismo furgonetero, o Viajando con Pío, un portal de turismo y naturaleza.

## Obras

### Novelas
- La cruz de ceniza (2005)
- Medievalario, un bestiario medieval (2011)
- De correctione rusticorum (2011)
- El bando perdedor (2011)
- El husmo de la tierra (2011)
- En tiempo de halcones (2016)
- Lo extraordinario (2020)

### Libros de viaje
- Viaje al interior. 80 días en furgo por la España olvidada (2018)
- A(través)ando Galicia. Un viaje a pie de extremo a extremo (2021)
- En busca de la utopía. Un viaje en furgo por las ecoaldeas de España (2022)

### Libros de divulgación
- 99 libros para ser más culto (2011)
- Xoan Branco e a Gran Revolta Irmandiña (2011)
- 01 Historias para disfrutar con la historia (2019)
- 02 Historias para disfrutar con la historia (2020)
- América Indómita: Rebeldes, Resistentes y Marginales. Guarocuya. El taíno que derrotó al Imperio español. (2020)
- América Indómita: Rebeldes, Resistentes y Marginales. Vilcabamba. La feroz resistencia de los incas (2021)